# Gulonggan He
Gulonggan He är ett vattendrag i Kina. Det ligger i provinsen Heilongjiang, i den nordöstra delen av landet, omkring 660 kilometer norr om provinshuvudstaden Harbin.